# Ardent (motorfiets)
Ardent is een historisch Frans merk van scooters en lichte motorfietsen.
De bedrijfsnaam was: Manifacture Française des Scooters Ardent, Cannes.
Ardent kwam in 1950 op de markt met miniscooters met 48- en 49cc-tweetaktmotortjes die werden ingekocht bij VAP- en Le Poulain. Ze kregen de typenamen "Baby" en "Azur". In 1953 verscheen het volwaardige scootermodel "Esterel" met een 65cc-motor. Waarschijnlijk kwam er uiteindelijk ook nog een 85cc-scooter, maar in 1957 eindigde de productie.